# アバター THE GAME
『AVATAR: THE GAME』（アバター: ザ・ゲーム）は、ジェームズ・キャメロンが制作した同名の映画『アバター』のテレビゲーム作品である。
ジェームズ・キャメロン本人がこのゲームの開発に参加しており、このゲームに登場する一部のクリーチャーや乗り物は映画にも採用された。また、原作映画が立体映画であったためか本作にもその技術が組み入れられている。
なお、本稿は特記が無い限りXbox 360版を基準として綴られている。他機種の差分などについては該当項目を参照。なお、本記事の出典の大半はゲーム内辞書の『パンドラペディア』からである。

## 概要
映画史上最大のヒット作となった、ジェームズ・キャメロン監督の映画『アバター』のゲーム化作品である。このゲームは映画本編と同時進行で開発されたため、映画劇中の音楽がゲーム内で使用されるようなファンサービスはないが、『衛星パンドラ』をはじめとした広大なフィールドや映画で使用された兵器類、小道具、動物、植物などが細かく再現されている。ゲーム内自動販売機の清涼飲料水は日本のものである。
ゲームエンジンはFar Cry 2のDunia Engineが採用されており、ゲームのマップもFar Cry2のようなオープンワールドタイプであり、プレイヤーは好きな時に探検して美しいパンドラの自然を堪能できる。総勢数百名で作り上げられたというパンドラのフィールドはとても広く、徒歩のみでは大変時間がかかる。そのため、必要に応じて車輌や航空機、パンドラの原生生物を操ることが可能である。なお、ナヴィ側に付いた場合とRDA社側に付いた場合とでは全く違うマップ上でストーリーが展開していく。
ゲームシステムとしては、『ロストプラネット』タイプのサードパーソン・シューティングであり、プレイヤーが操る主人公は画面左下に表示される。主に敵との戦闘には重火器を使うことになるが、主人公がアバターとして生きる道を選んだ場合は戦闘方法やゲーム・システムが全く違うものとなる。よって本作は、プレイヤーの決断によってゲーム性も変化するといえる。

## マルチプレイヤー・モード
Xbox 360ではXbox Liveにより、最大16名でのオンラインゲームが可能である。基本的にチーム戦であり、RDAチームとアバターチーム（ナヴィ）に分かれる。
ファイナル・バトル
攻守交替製のルール。マップの3箇所には、アバターが防御側であればクリスタルが。RDAが防御側であればミサイルが配置され、制限時間までこれを相手チームから守り抜けば勝利となる。逆に全て破壊されれば相手側が勝利となる。
キャプチャー・ホールド
マップの5箇所に設置されたクリスタルを二つのチームが奪い合う。
キャプチャー・フラッグ
いわゆるキャプチャー・ザ・フラッグである。3点先取である。
チームデスマッチ
オンラインゲームでは最もオーソドックスな、チームバトルである。仲間と協力して相手チームのプレイヤーを倒す。
キング・オブ・ザ・ヒル
こちらもありふれたゲームルール。マップにある司令部を制圧すると勝利である。

## あらすじ
22世紀。人類（RDA社：Resources Development Administration）は稀少鉱物である『アンオブタニウム』を求め『衛星パンドラ』に陣を構える。だが此処の酸素は人類にとって有毒であり、屋外での作業は困難であった。そこで、彼らは人類と原住民『ナヴィ』のDNAを混合して作り上げた肉体『アバター』を作り上げる。ただし、これらアバターは一体につき巨額の費用が掛かる事と、操縦者が限られるようであり、適合者も少なく頭数の面ではスムーズとは言えなかった。
そんな中、主人公のエイブル・ライダーはアバター・プロジェクトに参加するため、パンドラの基地『ヘルズ・ゲート』に降り立つ。
ライダーが此処パンドラにやってきて2日目。ヘルズ・ゲートの司令官ファルコは「アバターたちの中に、此方の情報をナヴィに横流しにしているスパイが居るから探せ」とライダーに命令する。そしてアバターとなってアバターたちの拠点に加わったライダーは、このアバター計画のトップであるハーパー博士がナヴィ側に情報を与えていた裏切り者である事を突き止める。しかし、ハーパー博士はライダーにこう述べる。「RDAの連中のやることは一方的で、パンドラの自然を破壊してナヴィ達にも危害を加えている虐殺者」であると。
そこにライダーの通報を受けたRDAのガンシップが現れる。博士はRDAではなくナヴィ側の味方であることを断言し、まだ右も左も解らない様なライダーに、どちらの陣営を選ぶかの決断を迫った。

## 主な登場人物
本作は英語音声日本語字幕という仕様である。日本語吹き替えは無い。ただし、字幕が小さく視認が困難である。また、映画にも登場したキャラクター達は本人らが声を吹き込んでいる。

### RDA
エイブル・ライダー（Able Ryder）
プレイヤー・キャラクターとなる主人公。ライダーはゲーム開始時に、男女24パターンある中から好きなものを選ぶ。よって性別や人種はユーザーによって異なる。
元々は暗号解読など裏方の作業員であり、実戦経験などは殆ど無かったが、アバターへの適合性があったために衛星パンドラに招集される。そして衛星パンドラにやってきて早々、アバターのテストを行ったりスパイ狩りを命じられたり、更には人間世界との決別を迫られたりと非常に忙しい立場に追いやられている。
カール・ファルコ司令官（Commander Falco）
RDAの軍隊を指揮する司令官。ゲームの仕様とはいえ、主人公には「アバターとなってスパイを見つけろ」「アンオブタニウムをもってこい」など、非常に人使いが荒い。
ケンドラ・ミドリ（Kendra Midori）
RDAの資源技術者。みどりという名前からして、日系人だと推測される。
ルネ・ハーパー博士（Dr. René Harper）
天才宇宙言語学者であり、ナヴィのティパニ族に英語の教育を行っている。しかし彼らとの共同生活期間が長かったためか、結局はジェイク・サリーのように人類と決別する道を選ぶことになる。尚、選択肢によっては主人公は彼と対決しなければならない。
マイルズ・クォーリッチ大佐（Colonel Miles Quaritch） 声：スティーヴン・ラング
RDAの大佐。ファルコの後継者として派遣され、ゲーム後半では主人公にドラゴン・ガンシップを貸し出す。
尚、映画のほうでは名前が『クオリッチ』となっているが、別人ではない。声もラング本人が吹き込む。
グレイス・オーガスティン博士（Dr. Grace Augustine） 声：シガニー・ウィーバー
このゲームで最初に台詞を言う人物。アバター・プロジェクトに参加する主人公に対し、「また雑魚（使えない人材）が来た」と罵る。
トゥルーディ・チャコン（Trudy Chacón） 声：ミシェル・ロドリゲス
サムソン・ヘリコプターのパイロット。出番は多いわけでもなく、上の二人同様ゲスト的な立場にある。

### ナヴィ
ナヴィとは、衛星パンドラの先住民である。Na'vi（ナ・ヴィ）と区切って発音する。より詳細は映画の記事を参照。
ベイダアモ（Beyada'amo）
ティパニ族のナヴィ。かつてはスカイピープル（人類）に対し大きな興味を寄せていたらしいが、入植過程による虐殺事件がきっかけで人類不信に陥る。部族内部では高い評価を受けており、バンシーに乗らせれば右に出るものは居ないという。しかしながら、本作では映画のクライマックスの様に大規模空中戦は行われないため、彼の腕前を拝む事は出来ない。
ツァヒク・サヌメ
ティパニ族の女族長。人類やアバターに敵対心を抱いていないようであり、彼女らのホームツリーにはハーパー博士をはじめとする多数のアバターらを招き入れている。そして主人公もその例外ではなかった。
アマンティ
ナヴィ、ティパニ族のリーダーの一人。温厚な性格の女性。
タン・ジャラ（Tan Jara）
ティパニ族の最高齢ハンターで、スカイ・ピープル（人類）と初めてコンタクトしたナヴィのひとりでもある。平和主義者であり、RDAの強行採掘には怒りを露にするが、穏便な解決を望んでいる模様。

## 乗り物など
AMPスーツ （Mitsubishi MK-6 Amplified Mobility Platform ：AMP Suit）
RDAのパワードスーツ。アンプスーツと呼ぶ。三菱製。30ミリ機関砲を装備する。ただし、映画のようにナイフを使った格闘戦は出来ないので、敵プレイヤーが懐に飛び込んでくるマルチプレイでは貧弱である。
バギー（Buggy IV）
何の変哲も無いバギーカー。速度が速い。小さな植物にすら引っかかる程走破性は低い。
PBRマークIV ゲーター（Patrol Boat River Mark IV Gator）
水上ボート。武装はない。
ATV（All Terrain Vehicle Grinder）
全地形対応型の武装車輌。4門のチェーンガンと車載ミサイルで武装する。
スワン・アサルトビークル（Swan Ground Assault Vehicle JL-723）
60ミリロケット砲を装備した装輪車輌。通称ヘルライダー。映画本編でも僅かに登場している（冒頭、ジェイクが輸送機から降りた直後に）。
SA-2サムソン（SA-2 SAMSON TRANSPORT）
輸送用ヘリコプター。ティルトローター機構を持つ。
スコーピオン・ガンシップ（AT-99 Scorpion Gunship）
サムソンと似ているが、こちらはロケット砲などを装備した重武装ガンシップである。ただし、照準を下や上に向けるという操作が出来ないため、空中戦どころか地上掃射すら出来ないという致命的な弱点を持つ。使いようにもよるが、プレイヤーがこれを操縦する限り「無用の長物」としか言えないであろう。ナヴィ側では「ガンシップ」が訛ってか、「クンシップ」と呼ばれている。
C-21ドラゴン・アサルトシップ（C-21 Dragon Assault Ship）
多数の機関砲とミサイル発射管で武装された空飛ぶ要塞。しかし、上のスコーピオン同様プレイヤーが乗る限りこの能力を発揮する事は無いであろう。映画終盤でクォーリッチ大佐が搭乗したのと同じ機体。ナヴィでは「クンシップ・アプア」と呼ばれる。意味は巨大なガンシップ。全長41m 幅31m 高さ9mで、最高速度は120ノット。
ワルキューレシャトル（Valkyrie SSTO-TAV-37 B-class shuttlecraft）
下のベンチャースターとヘルズ・ゲートを結ぶ連絡用シャトル。垂直離着陸機。映画後半で武装し、戦闘に駆り出されたシャトルと同一モデル。因みにXB-70もValkyrieと呼ばれていた。
ISVベンチャースター（Interstellar Vehicle Venture Star）
映画冒頭にも登場したRDAの宇宙船。全長1502メートル。幅302メートル。218メートル。秒速20万3492キロで航行し、地球とパンドラを往復する。本船は12隻建造されたうちの1隻である。ゲーム内辞書「パンドラペディア」に更なる詳細情報があるが、この宇宙船は本ゲーム中に一切登場しない。
バンシー（Banshee）
飛行形原生生物であるバンシーは、ナヴィ同様蒼を基準とした鮮やかな翼竜である。ナヴィではイクランと呼ぶ。
グレイト・レオノプテリックス
別名トルカまたはトルーク。ナヴィ語で「最後の影」を意味する。オレンジ色の翼竜で、バンシーの倍近くの巨体。ジェイク・サリーのように、本作の主人公もこれに乗る事ができるが、本当に僅かな間だけである。
ダイアホース
六本足の馬。
サナター
おおまかに言えば巨大なクロトカゲ。別名パルルカン。ナヴィ語で「口の渇きを覚えるほどの恐怖を齎すもの」の意。主人公もネイティリ（映画のヒロイン）のように乗って戦う事ができるほか、召還することもできる。

## 地名など
ヘルズ・ゲート
映画の項目にも説明があるため割合するが、RDAの開拓拠点である。正式名称「資源開発管理局コロニー01」で。基地の三分の一をエアパッド（飛行場）が占め、やはり別の三分の一は武器弾薬庫や戦闘機のハンガーが占める。残りのスペースに隊員達の娯楽施設や売店、アバター研究施設が押し込められている。
ティパニ族のホームツリー
現地ではケルトラルという名である。ティパニ族にとって神聖な住居であり、主人公が訪れるまで誰一人人類は足を踏み入れた事は無い。
イクニマヤ
地名はナヴィ語で「天国への階段」を意味する。映画では平和そうであったが、ナヴィはこの地域の生態系を調べるためRDAに研究施設の建設を許可したという経歴がある。そして皮肉な事に、その研究施設はナヴィとRDAの開戦後前哨基地として機能することになった。
ハレルヤ・マウンテン
ハレルヤ山はナヴィ青年の儀式(映画参照)が行われる、イクニマヤを含む一帯のことである。飛行石のごとく、鉱石アンオブタニウムが生み出す磁力によって「空に浮く山」を作り上げている。
スヲツル
ナヴィ語で聖なる河の意。RDAのアンオブタニウム掘削施設がある。

## Xbox 360版、PS3版、Windows版の違いについて
Windows版は国内では発売されていない模様である。

## Wii、ニンテンドーDS版について
Wii版ではバランスWiiボードによる体重移動でバンシーを操縦したり等、Wiiらしく体感的な操作方法が独特である。しかしながら、コール オブ デューティ3同様、日本語版の発売予定は無い。
DS版ではナヴィ族の青年が主人公のオリジナルストーリーが展開する。体験版が配信されている模様である。

## 3D対応ゲームとして
日本語公式サイトや説明書には、この機能の使用法などは一切記載されていない。恐らくは3D対応テレビと周辺機器が必要とされる。このゲームのオプションによると、3DモードをONにしたうえで、オプションメニューのスクロール・バーを動かす事により3Dレベル（立体感）の強弱を設定できる模様である。

## 関連項目

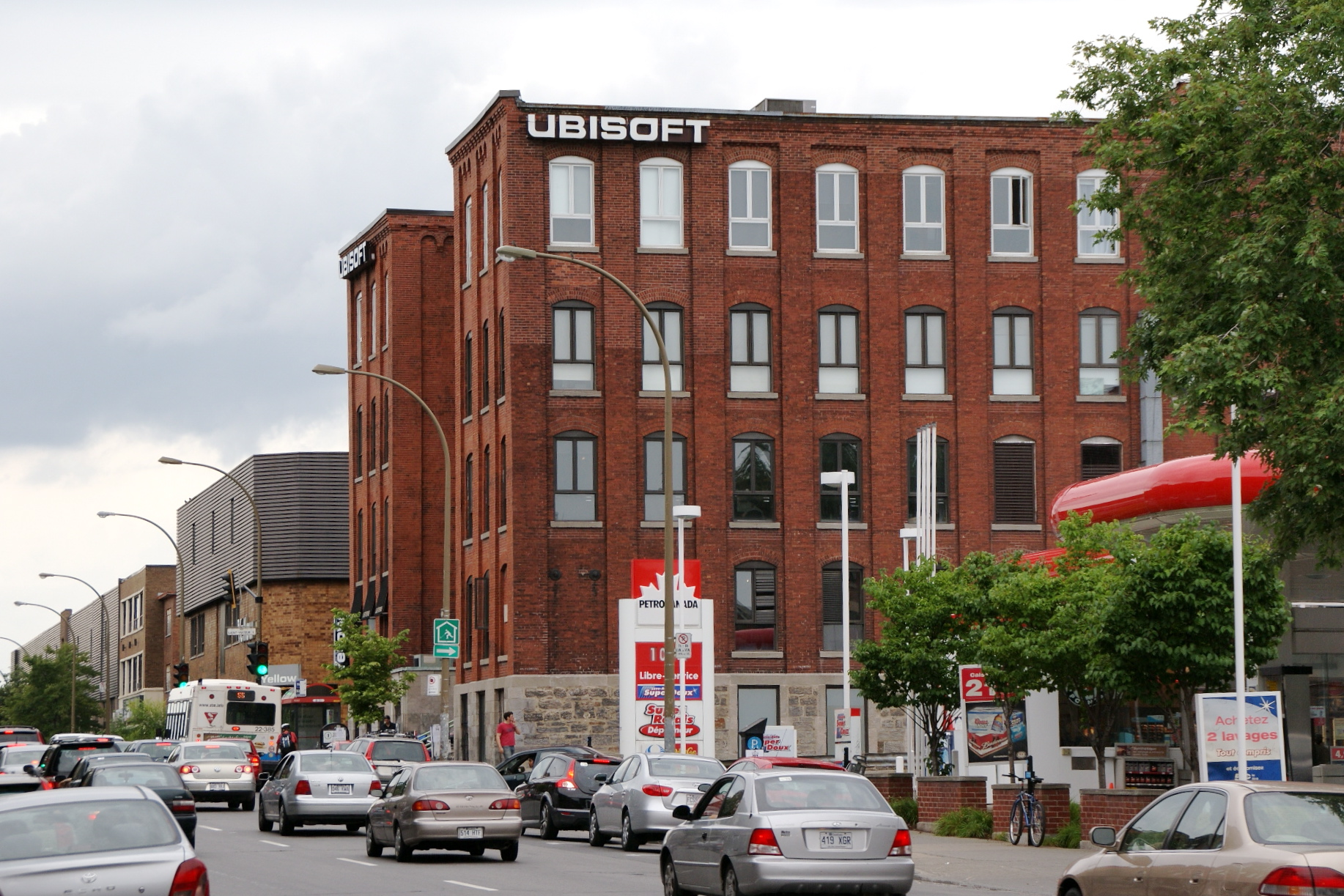
ユービーアイソフト モントリオール